# Double Figure
Double Figure est le quatrième album du groupe Plaid et est sorti en 2001 chez Warp Records.

## Liste des morceaux
| No  | Titre                    | Durée |
| --- | ------------------------ | ----- |
| 1.  | Eyen                     | 4:20  |
| 2.  | Squance                  | 5:01  |
| 3.  | Assault On Precinct Zero | 4:28  |
| 4.  | Zamami                   | 4:05  |
| 5.  | Silversum                | 4:14  |
| 6.  | Ooh Be Do                | 4:27  |
| 7.  | Light Rain               | 3:49  |
| 8.  | Tak 1                    | 1:02  |
| 9.  | New Family               | 5:17  |
| 10. | Zala                     | 4:45  |
| 11. | Twin Home                | 5:15  |
| 12. | Tak 2                    | 1:08  |
| 13. | Sincetta                 | 5:00  |
| 14. | Tak 3                    | 0:49  |
| 15. | Porn Coconut Co.         | 4:52  |
| 16. | Tak 4                    | 0:59  |
| 17. | Ti Bom                   | 4:52  |
| 18. | Tak 5                    | 0:50  |
| 19. | Manyme                   | 4:48  |